# Mai Villadsen
Mai Villadsen, née le 26 décembre 1991 à Herning (Danemark), est une femme politique danoise, membre de la Liste de l'unité.

## Biographie
Mai Villadsen rejoint en 2010 la direction de DGS, l'organisation syndicale des élèves danois dans l'enseignement secondaire. Elle en devient vice-présidente en 2011, puis présidente en 2012. En 2013, elle devient consultante pour le syndicat HK. Elle devient conseillère politique pour la Liste de l'unité en 2015.
Elle est élue députée au Folketing dans la circonscription du Seeland du Nord lors des élections législatives du 5 juin 2019.
En février 2021, elle remporte contre son collègue Søren Søndergaard un vote du groupe parlementaire de la Liste de l'unité pour en devenir la porte-parole, succédant donc à Pernille Skipper et devenant alors la leader de facto d'un parti n'ayant officiellement pas de dirigeant dans son organisation interne.
Elle est réélue pour un second mandat au Folketing, cette fois-ci dans le Jutland de l'Est, lors des élections législatives du 1er novembre 2022.
En août 2023, alors qu'elle n'est pas éligible à une investiture de son parti pour les prochaines élections législatives en vertu des règles internes encadrant les mandats consécutifs, elle quitte son rôle de porte-parole politique, où elle est remplacée par Pelle Dragsted.